# Stephanauge annularis
Stephanauge annularis is een zeeanemonensoort uit de familie Hormathiidae.
Stephanauge annularis is voor het eerst wetenschappelijk beschreven door Carlgren in 1936.